# Sauranthura rapanui
Sauranthura rapanui är en kräftdjursart som beskrevs av Brian Frederick Kensley 2003. Sauranthura rapanui ingår i släktet Sauranthura och familjen Anthuridae. Inga underarter finns listade i Catalogue of Life.